# Analysson
Analysson (лат.) — род песочных ос из подсемейства Bembicinae (триба Alyssontini). Известно 2 вида. Юго-Восточная Азия.

## Распространение
Юго-Восточная Азия (Вьетнам, Индия, Шри-Ланка).

## Описание
Мелкие осы (длина самки Analysson rufescens — около 7 мм, самца — около 5 мм). Лабрум спереди трёхлопастный; переднеспинка не имеет заднего зубчатого края. Основная окраска чёрная; грудь самки без бледных отметин; скутеллюм, метанотум, метаплеврон и проподеум красные. Средние голени с одной вершинной шпорой; переднеспинка спереди не круто наклоненная, воротничок широкий, вдвое шире оцеллия; дорсальная поверхность проподеума длиннее, чем заднебоковая поверхность. Метасомальный стернум I базально с одним килем, который загибается к середине стернума. 2-я радиомедиальная ячейка стебельчатая.

## Систематика
Известно 2 рецентных вида. Относится к трибе Alyssontini  Dalla Torre, 1897.
- Analysson rufescens Krombein, 1985 — Индия, Шри-Ланка[1]
- Analysson vietnamensis Pham, 2023 — Вьетнам[4]